# 沢ゆき
沢 ゆき（さわ ゆき、1893年(明治26年)2月15日 - 1972年(昭和47年)11月29日）（澤ゆき。澤ゆき子。）は、大正-昭和時代の詩人。本名は飯野ゆき。「炬火（たいまつ）」などの詩誌に叙情詩を発表。1921年(大正10年)の詩集『孤独の愛』は島崎藤村から激賞された。茨城県出身。詩集に『孤独の愛』『沼』『浮草』がある。

## 経歴

### 生い立ち
1893年（1894年記載のものもあるが正しくは1893年）2月15日に茨城県稲敷郡茎崎村小茎（現・つくば市小茎）で生まれた。旧姓相澤ゆき（相沢ゆき）。牛久沼畔にある酒造家に生まれ、沼に親しんで育つ。沼は彼女の作品に多く描かれる。
1905年、単身上京し1908年に技芸大学（共立女子職業学校）（現、共立女子大学）に入学、1911年同大学を卒業。その後帰郷し、森鴎外を訪ねる。鴎外との書簡のやりとりで、ゆきがドイツ語を学んでいたことが分かる。
1914年親の決めた竜ケ崎町（市）の酒造家で九人兄弟の長男飯野保平の元に嫁ぐ。在京時代「女子文壇」を主宰していた河井酔茗の指導を受ける。「女子文壇」を改題し再刊した「処女」に投稿した詩が選者川路柳虹に高く評価される。その後川路柳虹に師事し詩集を発表する。

### 詩人としての活動
詩話会編「日本詩人」誌上に活躍し、1921年4月曙光詩社より、川路柳虹が序文を書いた自身初の詩集『孤独の愛』を出版。この詩集により女流詩人として認められる。川路柳虹主宰の「現代詩歌」、「炬火」同人、詩話会「日本詩集」同人となり「詩聖」などでも活躍した。他にも佐藤惣之助主宰「詩の家」「嵐」、佐藤清「詩声」同人、服部嘉香主宰「現代詩文」「詩神」「地上楽園」「日本詩壇」などにも詩を発表した。
彼女の作品の多くには沼がうたわれている。生まれ育った牛久沼が彼女の浪漫的憧憬や思慕の情を育てたのであろう。

### 評価
『孤独の愛』序文で川路柳虹は「澤ゆき子君は優しい心をもつた女性だ。その詩は最もなだらかな感情の波にのつて、夢のやうな、月光の下に嘘唏する噴泉のやうな微妙な旋律と色調をもつてゐる」「私の推奨する所は実にこの詩集には女ならではきかれぬ共感と苦悩があることだ」と評価している。
また、島崎藤村は評論「婦人の眼ざめ」でゆきのことを書いている。「今の時代に於ける婦人の地位」として発表したもので、その中で藤村はゆきのことを「何といふ女らしさ、溺れ易さだらう。これほど病的と思はれるまでに女性自身の深い感覚を意識して来たことは、故一葉女史の描いた婦人なぞには見られない」と評している。

### 晩年
1972年11月29日死去。79歳。

## 代表作
- 『孤独の愛』（1921年　曙光詩社）[2][4]、増補版（1966年　竹頭社）[2][3][4]
- 『沼』（1962年　黎明社）[2]、（1967年　ポエム社）[2]
- 『浮草』（1971年　光風社）[2]